# Regiment Huzaren Prinses Catharina-Amalia
Het Regiment Huzaren Prinses Catharina-Amalia (RHPCA) is een regiment van het Wapen der Cavalerie van de Koninklijke Landmacht. Het regiment is ontstaan door samenvoeging van de bestaande tankregimenten Huzaren Prins Alexander, Huzaren van Sytzama en Huzaren Prins van Oranje. Het regiment is vernoemd naar de Prinses van Oranje van het Koninkrijk der Nederlanden, Catharina-Amalia der Nederlanden.

## Oprichting
Op 20 november 2020 werd een nieuw regiment onder het Wapen der Cavalerie opgericht, het Regiment Huzaren Catharina-Amalia. De aanleiding voor deze herziening van het traditiebestel was tweeledig. Allereerst kenden de bestaande tankregimenten door de (grotendeelse) afschaffing van actieve tankeenheden binnen de Nederlandse krijgsmacht geen nieuwe aanwas. Bovendien zorgde het wegvallen van de oudere leden van de regimenten voor een hoog verloop. Bij de leden van de tankregimenten bleef echter de behoefte aan personeelszorg, veteranenzorg en traditiebeleving met een eigen identiteit bestaan. Om deze zorg en beleving toekomstbestendig te maken en simultaan de band met het Koningshuis te consolideren werd besloten tot de oprichting van het Regiment Huzaren Prinses Catharina-Amalia. Koning Willem Alexander heeft ingestemd met de vernoeming van het regiment naar zijn dochter, de Prinses van Oranje, waarna de oprichting en naamgeving is geëffectueerd per 20 november 2020 bij Koninklijk besluit (net zoals de andere voorstellen per die datum ingingen).

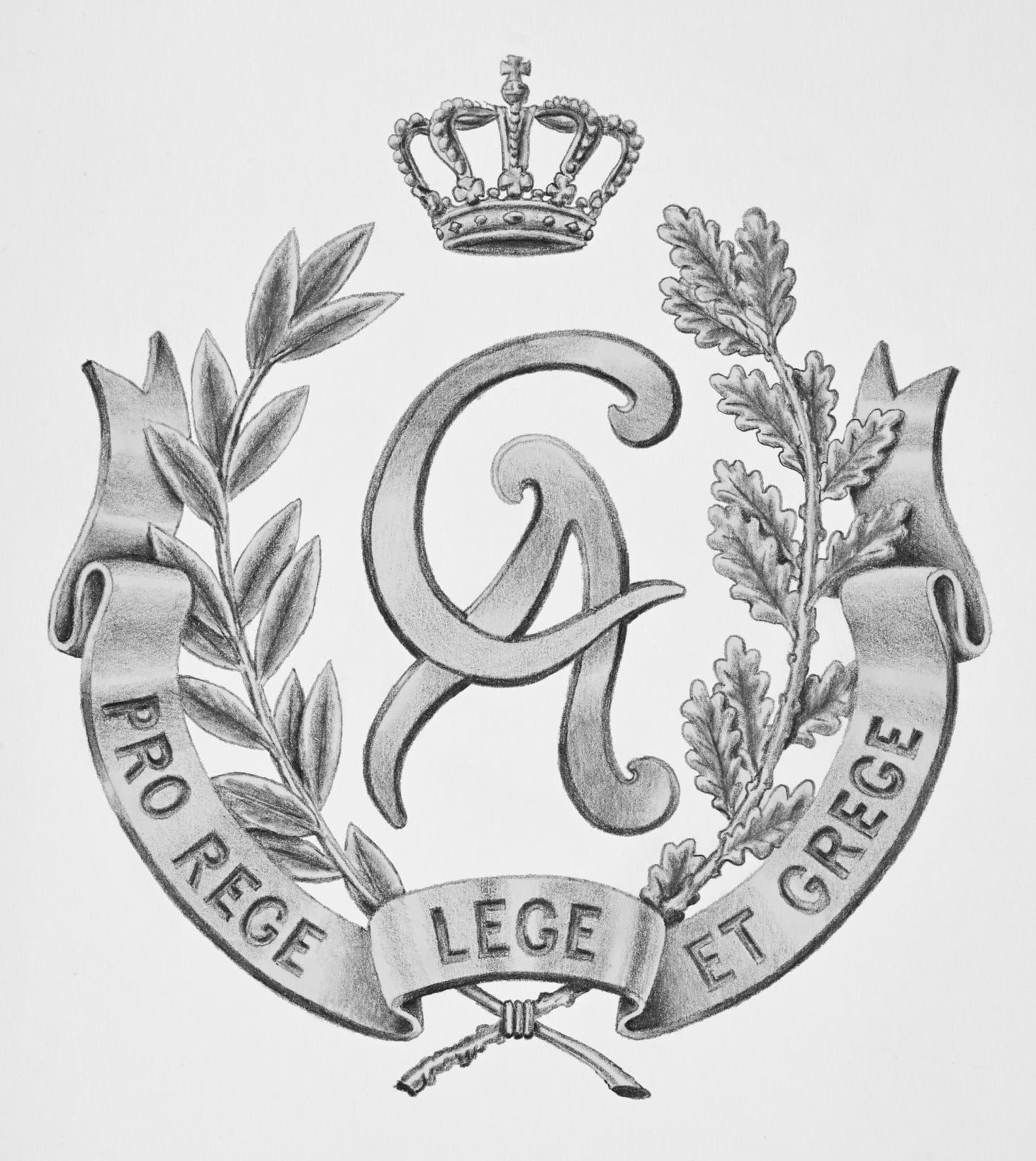
Regimentsembleem van het RHPCA. Het monogram "C-A" wordt gedekt door een Prinsenkroon en is voorzien van een kenmerkend cavalerie-element, de combinatie van lauwertak en eikentak. De banderol omlijst het geheel en voert het regimentele motto Pro Rege, Lege et Grege.

## Baretembleem
Het baretembleem van het Regiment Huzaren Prinses Catharina Amalia is het standaard zilverkleurige cavalerie baretembleem op de standaard Nassaublauwe cavalerie achtergrond. De biezen van de achtergrond zijn in de regimentskleur helblauw, de kleur die gevoerd werd door de oude zware cavalerie. In een moderne setting verwijst de helblauwe kleur naar het staal van de tanks. Deze kleur zou ook de regimentskleur zijn geweest van het in 1946 geplande, maar nooit opgerichte, 1e Vechtwagenregiment (tanks).

## Eenheden
Met de oprichting van het nieuwe regiment is het Nederlandse personeel van het Duits-Nederlandse 414 Tankbataljon van het Regiment Huzaren van Boreel overgegaan naar het Regiment Huzaren Prinses Catharina-Amalia. Dit geldt eveneens voor het Cavalerie Ere-Escorte en de Fanfare Bereden Wapens.
Het regiment bestaat als zodoende uit de volgende eenheden:
- Het Nederlandse deel van 414 Tankbataljon
- Cavalerie Ere-Escorte[noot 1]
- Fanfare Bereden Wapens